# Džbánov (Ústí nad Orlicí-i járás)
Džbánov település Csehországban, az Ústí nad Orlicí-i járásban. Džbánov Javorník, Zádolí, Hrušová és Vysoké Mýto településekkel határos. Lakosainak száma 377 fő (2024. január 1.).

## Népesség
A település lakosságának változását az alábbi diagram mutatja:
| Lakosok száma | 571  | 589  | 572  | 441  | 365  | 303  | 365  | 360  | 362  | 377  |
|               | 1869 | 1890 | 1921 | 1950 | 1980 | 2001 | 2017 | 2019 | 2022 | 2024 |